# Кріс Ґроєр
Кріс Ґроєр (англ. Chris Groer; нар. 10 вересня 1974) — колишній американський тенісист.
Найвищу одиночну позицію світового рейтингу — 393 місце досяг 8 вересня 1997, парну — 249 місце — 21 червня 1999 року.

## Титули ITF Ф'ючерс

### Парний розряд: (2)
| Ранг | Дата     | Турнір             | Покриття | Партнер           | Суперники                        | Рахунок       |
| ---- | -------- | ------------------ | -------- | ----------------- | -------------------------------- | ------------- |
| 1.   | Чер 1998 | США F5, Лафаєтт    | Тверде   | Мітч Спренгелмеєр | Ліор Дахан Равів Вейденфелд      | 7–6, 7–5      |
| 2.   | Гру 1998 | США F11, Клірвотер | Тверде   | Мітч Спренгелмеєр | Тьєррі Гвардьйола Майлс Маклаган | 6–7, 6–4, 7–5 |